# Wes Burns
Wesley James „Wes“ Burns (* 23. November 1994 in Cardiff) ist ein  walisischer Fußballspieler, der 2016 in den vorläufigen EM-Kader der walisischen Nationalmannschaft berufen wurde, aber erst 2022 erstmals eingesetzt wurde. Der Angriffsspieler steht beim englischen Drittligisten Ipswich Town unter Vertrag.

## Sportlicher Werdegang
Burns besuchte die „Ysgol Gyfun Bro Morgannwg“, eine walisischsprachige Gesamtschule und spricht daher fließend Walisisch. Er begann als Jugendlicher bei seinem Heimatverein Cardiff City, bekam dort aber keinen U-16-Vertrag. Er wechselte daher auf die andere Seite der Severnmündung zum englischen Zweitligisten Bristol City. Am 18. Dezember 2012 unterschrieb er dort mit 18 Jahren seinen ersten Profivertrag. Im Januar 2013 hatte er seinen ersten Ligaeinsatz gegen Leeds United. Nach vier Spielen wurde er aber an den Fünftligisten Forest Green Rovers verliehen, für den er in sechs Spielen ein Tor erzielte. Im April kehrte er dann nach Bristol zurück und kam fort noch zu drei Einsätzen, konnte aber auch nicht mehr verhindern, dass Bristol als Tabellenletzter abstieg. In der Saison 2013/14 brachte er es auf 21 Drittligaeinsätze mit einem Tor und Bristol landete auf einem Mittelfeldplatz in der Tabelle. Im FA Cup 2013/14 scheiterten sie in der dritten Hauptrunde nach Wiederholungsspiel am FC Watford.
Nach zwei Spielen in der Saison 2015/15 wurde er an den Viertligisten Oxford United verliehen, bei dem er in neun Spielen ein Tor erzielte. Anschließend verlieh man ihn an den Viertligisten Cheltenham Town, bei dem er aber in 14 Spielen mit sechs Toren nicht verhindern konnte, dass er in die Fünfte Liga abstieg. Zum Saisonende kehrte er dann noch für ein Spiel zu Bristol zurück und wurde mit dem Verein Meister der Football League One 2014/15. Zu Beginn der Zweitligasaison 2015/16 bestritt er 14 Liga-Spiele, zwei Pokalspiele und ein Ligapokalspiel (Niederlage gegen Viertligist Luton Town) für Bristol, wurde dann aber an den Drittligaverein Fleetwood Town ausgeliehen, bei dem er in 14 Spielen fünf Tore erzielte. Für die Saison 2016/17 wurde Burns nach Schottland zum FC Aberdeen verliehen. Er debütierte für die „Dons“ am 14. Juli 2016 im Spiel der 2. Qualifikationsrunde in der Europa League gegen den FK Ventspils aus Lettland, in dem er auch sein erstes Tor für den Verein erzielte. Anfang 2017 wechselte er dann permanent zu Fleetwood Town. Er wurde da zwar Stammspieler, mehr als Platz 11 sprang aber für den Verein in den nächsten beiden Spielzeiten nicht heraus.
Im Juni 2021 wechselte Burns per Dreijahresvertrag zum Ligakonkurrenten Ipswich Town. Am Ende der Saison 2022/2023 stieg er mit dem Verein in die 2. Liga und am Ende deren Saison in die Premier League auf, stieg als Tabellenvorletzter aber ebenso wieder ab, wie die beiden anderen Aufsteiger.

## Nationalmannschaft
Burns kam in acht Spielen der Qualifikation für die U-21-EM 2015 für die U-21-Mannschaft zum Einsatz, bei denen Wales u. a. gegen San Marino mit 0:1 verlor. Für San Marino war dies der erste sportlich errungene Sieg überhaupt in einer EM-Qualifikation, zuvor gab es nur zwei Siege am grünen Tisch. Als Vierte verpassten die Waliser die Qualifikation für die Endrunde. In der noch laufenden Qualifikation für die U-21-EM 2017 bestritt er sechs der bisherigen sieben Spiele und erzielte dabei drei Tore.
Im Oktober 2015 erhielt er seine erste Einladung zur A-Nationalmannschaft, als er für den verletzten David Cotterill nachnominiert wurde. Er saß dann aber bei den Spielen gegen Bosnien-Herzegowina und Andorra nicht mal auf der Bank und spielte stattdessen für die U-21 in der EM-Qualifikation.
Am 9. Mai 2016 wurde er als einziger Waliser ohne A-Länderspiel in den vorläufigen Kader für die EM 2016 berufen, mit dem am 23. Mai ein Trainingslager in Portugal begann. Er wurde dann aber letztlich nicht für den endgültigen Kader berücksichtigt.
Sein erstes A-Länderspiel bestritt er am 1. Juni 2022 in der UEFA Nations League gegen Polen. Er stand dabei in der Startelf, wurde aber nach 62 Minuten ausgewechselt. In seinen folgenden neun Länderspielen spielte er nur einmal – am 6. Juni 2024 gegen Gibraltar – über neunzig Minuten, entweder wurde er ein- oder ausgewechselt.

## Erfolge
Englischer Drittligameister 2014/15